# Wolvletta finita
Wolvletta finita är en insektsart som beskrevs av Irena Dworakowska 1995. Wolvletta finita ingår i släktet Wolvletta och familjen dvärgstritar. Inga underarter finns listade i Catalogue of Life.